# Wiener Übereinkommen über diplomatische Beziehungen

Staaten, welche das Übereinkommen ratifiziert haben
UN-Mitgliedstaaten, welche das Übereinkommen nicht unterzeichnet haben

Das Wiener Übereinkommen über diplomatische Beziehungen (WÜD) ist ein völkerrechtlicher Vertrag, der die diplomatischen Beziehungen zwischen Staaten regelt.

## Allgemeines
Dieser völkerrechtliche Vertrag ist die Neufassung und Kodifikation des gewohnheitsrechtlich entwickelten Diplomatenrechts. Er wurde nach Vorarbeiten der UN-Völkerrechtskommission am 18. April 1961 in Wien abgeschlossen und ist seit dem 24. April 1964 in Kraft.

## Inhalt
Das Abkommen regelt den diplomatischen Verkehr einschließlich Immunität der Diplomaten und der Unverletzlichkeit der diplomatischen Mission. Es regelt auch die Aufgaben der Botschaften und der Botschafter bis hin zu deren Abberufung.
Zum 1. Juli 2021 gehören dem Übereinkommen 193 Staaten an; das entspricht fast der gesamten Staatengemeinschaft. Zuletzt traten Brunei, Gambia, der Staat Palästina und die Salomonen dem Übereinkommen bei. Für die wenigen UN-Mitgliedsstaaten, die ihm (noch) nicht beigetreten sind (Südsudan und Palau), gelten die Bestimmungen des Übereinkommens jedoch als Völkergewohnheitsrecht.
Die Bedeutung des Übereinkommens wurde vom Internationalen Gerichtshof in dem Fall US Diplomatic and Consular Staff in Tehran hervorgehoben, bei dem es darum ging, dass die Botschaft der Vereinigten Staaten von Amerika in Teheran überfallen wurde und das Personal als Geiseln über längere Zeit gefangen gehalten wurde.
Zu dem Übereinkommen gibt es zwei Zusatzprotokolle, deren Unterzeichnung fakultativ ist. Es handelt sich um
- das Zusatzprotokoll über den Erwerb der Staatsangehörigkeit und
- das Zusatzprotokoll über die obligatorische Streitschlichtung, das die unterzeichnenden Staaten bei Rechtsstreitigkeiten über das Übereinkommen verpflichtet, diese vom Internationalen Gerichtshof (IGH) schlichten zu lassen.

## Verletzung des Wieners Übereinkommens
Das Wiener Übereinkommen über diplomatische Beziehungen wurde häufig von den Vertragsstaaten verletzt. 